# Simojärvi
Le lac Simojärvi (finnois : Simojärvi) est un grand lac situé à Ranua en Finlande,.

## Présentation
Le lac a une superficie de 89,93 kilomètres carrés et une altitude de 176,3 mètres.